# Agnès Troublé
Pour les articles homonymes, voir Troublé.
Agnès Troublé, également appelée agnès b., est une créatrice de mode française, née à Versailles le 26 novembre 1941. Elle se définit styliste se situant volontairement hors-modes et hors-tendances, elle revendique la création de vêtements intemporels, destinés à être portés durant longtemps. Elle est la créatrice de la marque de vêtements, de cosmétiques et d'accessoires agnès b., marque qu'elle utilise également comme nom d'artiste. Elle est, par ailleurs, collectionneuse d'art contemporain.

## Biographie
Née « à 150 mètres du château de Versailles », Agnès Troublé descend d’une famille de militaires et de juristes : son père était bâtonnier du barreau de Versailles, et son grand-père général. Elle n'a pas de lien étroit avec sa mère, celle-ci exigeant qu'elle la vouvoie dès l'âge de quatre ans. Adolescente, elle subit des attouchements d'un oncle qui la marqueront à jamais : « Je ne peux pas envisager une relation avec une personne d'âge mûr. J'ai besoin d'être très amoureuse pour accepter un truc sexuel. ». Son premier long-métrage, écrit en deux jours, Je m'appelle Hmmm..., évoque l'inceste.
Habitant Montparnasse en 1968, elle fréquente des milieux intellectuels de gauche radicale. Rédactrice de mode au journal Elle, Agnès Troublé devient styliste chez Dorothée Bis, puis en indépendant pour Co and Co, Pierre d'Alby, Cacharel ou encore V de V (notamment auprès de Michèle Rosier). Elle lance, en 1973, sa propre marque et ouvre sa première boutique dans une ancienne boucherie située au 3 rue du Jour, dans le quartier des Halles, à Paris.
Le « b. » d'agnès b. est l'initiale du nom de l'éditeur Christian Bourgois, avec qui elle a été mariée pendant trois ans (de 17 à 20 ans), et avec qui elle a eu des jumeaux, dont Étienne Bourgois, directeur général d’agnès b. Au début des années 1970, elle devient la compagne du publicitaire Philippe Michel, avec qui elle a une fille. Elle épouse le 17 avril 1979, en secondes noces, Jean-René Claret de Fleurieu (beau-fils de Pierre Mendès France) avec qui elle a deux filles. Elle est la sœur de Bruno Troublé, skippeur, fondateur et organisateur de la Coupe Louis-Vuitton. Elle a cinq enfants : les jumeaux Nicolas et Étienne Bourgois, Ariane Michel, ainsi qu'Aurore et Iris de Fleurieu.
La marque de fabrique d’agnès b. est son « cardigan-pression » lancé en 1979. Celui-ci a notamment été mis à l’honneur lors d’une exposition « Les photographes et le cardigan pression » organisée en 1986, et reprise au Centre Georges-Pompidou à Paris en 1996, ainsi que dans le livre « Le cardigan pression », publié à l'occasion des 40 ans de ce vêtement. Dans ses collections, agnès b. met également à l’honneur le vêtement de travail revisité et stylisé, le T-shirt rayé, la chemise blanche ou les T-shirts d’artistes.
Depuis longtemps, Agnès Troublé soutient des actions de solidarité. À partir de 1988, la marque vend des écharpes rouges dont tous les bénéfices sont reversés à des associations de lutte contre le SIDA. Elle vend également d’autres « produits de solidarité », notamment des T-shirts et des écharpes au profit de la fondation Abbé-Pierre pour le logement des défavorisés, dont Agnès Troublé est la marraine. À partir de 1995, elle fait réaliser par des amis artistes (Gaspar Noé, Joone, Aurel, Mike Lash ou encore Yayoi Kusama) des emballages de préservatifs donnés gratuitement.
Mécène des arts, Agnès Troublé participe financièrement à la restauration du film Playtime de Jacques Tati, produit le film Seul contre tous de Gaspar Noé. Elle soutient de nombreuses manifestations artistiques, édite un périodique d'art contemporain (Point d'ironie) et a constitué une importante collection d'art contemporain, dont tout un pan est consacré à la photographie ; cette collection a été montrée pour la première fois au public en janvier 1992 à l'Espace des arts de Chalon-sur-Saône, en 2000 au Centre national de la photographie à Paris, en 2004 aux Abattoirs de Toulouse, en 2015 au Lam_Lille Métropole musée d’art moderne et contemporain et d’art brut, en 2017 à la Collection Lambert musée d'art contemporain à Avignon. En novembre 1984, au 6 rue du Jour, à Paris, elle crée avec Christian Bourgois son propre lieu d'exposition, la galerie du jour agnès b., avant d'ouvrir un deuxième espace quelques années plus tard à Tokyo.
Agnès Troublé parraine le tribunal Russell sur la Palestine, « tribunal populaire international créé par des hommes et des femmes engagés dans la promotion de la paix et de la justice au Moyen-Orient ».
En 2009, elle fait partie des « quelques célèbres millionnaires » qui sont actionnaires de l'hebdomadaire Les Inrockuptibles.
En 2012, elle réalise son premier long métrage, Je m'appelle Hmmm..., sorti en 2013 puis en France en 2014.
Elle développe parallèlement une société de production cinématographique, « Love streams productions agnès b. », soutenant notamment Claire Denis et Patrice Chéreau, sous-titrant Mister Lonely de Harmony Korine ou restaurant Playtime de Jacques Tati, dont l'activité s'est arrêtée en 2014.
Sa galerie d'art, d'abord située au 6 rue du Jour à Paris, puis rue Quincampoix, a déménagé à La Fab, place Jean-Michel Basquiat dans le 13e arrondissement parisien. Ce lieu, inauguré en janvier 2020, expose également sa collection d’art contemporain, qui compte plus de 5 000 œuvres, et abrite les activités du fonds de dotation « Agnès Troublé dite agnès b. »,
Agnès Troublé est également présidente de l'Association des Amis des Beaux Arts de Paris.
En 2003, Agnès Troublé et son fils Étienne Bourgois achètent la goélette Seamaster de Peter Blake, qui avait auparavant appartenu à Jean-Louis Etienne sous le nom d'Antarctica. Ils la renomment Tara. Elle effectue des expéditions scientifiques dans les océans. En 2016, Agnès Troublé et Étienne Bourgois créent la Fondation Tara Océan, et lui font don de la goélette. Il s’agit de la première fondation reconnue d’utilité publique consacrée aux océans. Le fonds de dotation agnès b. continue de soutenir financièrement la Fondation Tara Océan.
Décrite comme « catholique, de gauche »,, au point d'installer son siège social rue Dieu à partir de 1991, elle cosigne une tribune, en novembre 2016, avec d'autres personnalités du monde du spectacle. Ils y dénoncent le « Hollande-bashing » rappelant « tout ce qui a été accompli » notamment « la sanctuarisation du budget de la culture », pendant la présidence de François Hollande,.

## Filmographie

### Productrice
- 2012 : Spring Breakers de Harmony Korine - productrice exécutive
- 2013 : Je m'appelle Hmmm... d'elle-même

### Créatrice de costumes
- 1977 : Le Couple témoin de William Klein
- 2006 : Inland Empire de David Lynch - costumes additionnels

### Réalisatrice
- 2011 : Une sorte de journal vidéo (documentaire)
- 2013 : Je m'appelle Hmmm... - également scénariste

## Ouvrages
- Je chemine avec Agnès b., Seuil, 2019 (Entretiens menés par Sophie Lhuillier)[23]
- Je crois en l'âme, Bayard, 2019[24]
- Agnès b. styliste, éditions de La Martinière, 2016

## Distinctions
- Commandeure de la Légion d'honneur le 25 mars 2016[25], officière le 12 avril 2009[26], chevalière le 5 septembre 2000.
- Commandeure de l'ordre des Arts et des Lettres en 2012[27], officière en 2008 et chevalière le 23 novembre 2007[28].
- Grande officière de l'ordre national du Mérite en 2023[29], officière le 14 mai 1997[30], chevalière le 15 mai 1985[31].